# Примелефаси
Примелефаси (Primelephas) — викопний рід ссавців, примітивні представники родини слонових. Жили в міоцені і пліоцені, скам'янілості знайдені в Африці, на терені сьогоденного Чаду, Кенії, Танзанії, Уганди та Ефіопії. На відміну від сучасних слонових, мали чотири бивні.
Ймовірно, примелефаси були предками мамонтів, а також африканських (Loxodonta) та індійських (Elephas) слонів, біфуркація яких відбулася близько 6 млн років тому.
Відомі два види. Primelephas gomphotheroides було описано Vincent Maglio в 1970 році і виокремлено в окремий рід. Видова назва gomphotheroides означає «гомфотеріоподібний». Інший вид, Primelephas korotorensis Coppens, 1965, був описаний на 5 років раніше, спочатку як Stegodon korotorensis, і названий на честь місцевості Коро Торо в Чаді, в якій знайдені його рештки. У 1973 році Maglio визначив належність цього виду до роду Primelephas.